# Кастропуло
Кастропуло — развалины замка XIII—XIV века, расположенные на скале Ифигения в Кастрополе на Южном берегу Крыма. Название Кастропуло известный филолог Белецкий А. А. трактовал с греческого, как «крепостёнка».

## Описание
Скала с укреплением труднодоступна практически со всех сторон, имеются только проходы с юга и запада, перекрытые в средневековье оборонительными стенами, в наше время полностью разрушенными и на поверхности почти не прослеживаемыми. Размеры защищённой территории составляли 80 на 30 м, площадь 0,18 гектара, причём застраивалась только относительно ровная южная часть скалы. Там на нескольких ровных площадках имеются следы зданий. Одно из них, сложенное из бута на известковом растворе, возможно является руинами церкви. Основание этого замка (как и других подобных) в XIII веке историки связывают с татаро-монгольскими вторжениями в Крым (начиная с 1223 года), сельджукской экспансией и переходом горного Крыма в зону влияния Трапезундской империи.

## История изучения
Первое сообщение о руинах оставил Пётр Кеппен в 1837 году, посвятивший им в книге «О древностях южнаго берега Крыма и гор Таврических» отдельную XXXVI главу «Кастропуло». На основании топонима (Кастро — крепость), находок керамических сосудов и обломков черепицы, а также остатков известкового раствора на камнях учёный сделал вывод о существовании на скале укрепления. Н. Л. Эрнст в книге «Социалистическая реконструкция Южного берега Крыма» 1935 года называл памятник «греко-готской крепостцой», упоминал Н. И. Репников в «Материалах к археологической карте юго-западного нагорья Крыма» 1940 года, кратко описывала (находки керамики, остатки стен и жилых построек) О. А. Махнёва в статье 1969 года «Средневековые памятники на побережье от Ласпи до Голубого залива». О. И. Домбровский в статье «Средневековые поселения и „Исары“ Крымского Южнобережья» 1974 года считал Кастропуло маленьким укреплённым монастырём.